# Bürgenstock
De Bürgenstock is een berg in Zwitserland met daarop een aantal luxe kuuroorden. De berg heeft een hoogte van 1127,8 meter en rijst in noorden bijna 900 meter steil op vanuit het Vierwoudstrekenmeer.
Afgezien van een klein stuk aan de noordkant van de berg dat bij de stad Luzern hoort, maakt de Bürgenstock deel uit van de gemeente Ennetbürgen en behoort dus tot het kanton Nidwalden.
Op de Bürgenstock staan meerdere luxe hotels en de berg is al sinds 1872 een geliefd kuuroord en congrescentrum. De hoogste vrijstaande lift van Europa, de Hammetschwand-lift, bevindt zich aan de steile noordkant van de berg. Vanaf de top heeft men een zeer fraai uitblik op het Vierwoudstrekenmeer en omliggende bergen als de Rigi, Stanserhorn, Brisen, Buochserhorn, Titlis en Pilatus.